# اسکرینو
اسکرینو (به بلغاری: Skrino) روستایی در بلغارستان است که در شهرستان بوبوشفو واقع شده‌است. اسکرینو ۱۵٫۰۳۴ کیلومتر مربع مساحت و ۸۲ نفر جمعیت دارد و ۵۶۰ متر بالاتر از سطح دریا واقع شده‌است.